# Kornel Osyra
Kornel Osyra (* 7. února 1993, Brzeg Dolny) je polský fotbalový obránce, od 2017 působící v klubu Miedź Legnica. Je bývalým mládežnickým reprezentantem Polska.

## Klubová kariéra
Svoji fotbalovou kariéru začal v týmu KP Brzeg Dolny, odkud v průběhu mládeže zamířil do Zagłębie Lubin. V mužstvu působil v rezervě i prvním týmu.

### Piast Gliwice
Před sezonou 2012/13 přestoupil do Piastu Gliwice.

#### Sezona 2012/13
V Gliwicích působil pouze v jarní části sezony, protože na podzim hostoval v týmu Gryf Wejherowo. V Ekstraklase si za Piast odbyl premiéru 2. 3. 2013 v 17. kole proti Zagłębie Lubin, tedy týmu odkud do mužstva přišel. Zápas skončil remízou 1:1, hráč přišel na hřiště v 85. minutě, když vystřídal Radoslava Murawskiho. Jednalo se o jeho jediný start v sezoně.

#### Sezona 2013/14
V ročníku odehrál za mužstvo celkem 6 ligových střetnutí, ve kterých se gólově neprosadil.

#### Sezona 2014/15
Po úvodních třech kolech, které strávil na lavičce náhradníku, se usadil v sestavě týmu. Ve 29. kole proti mužstvu Podbeskidzie Bielsko-Biała (výhra Piastu 3:0) vstřelil navíc svůj první gól v ročníku a zároveň premiérový v dresu Piastu, když 87. minutě zvyšoval na 2:0. Celkem v ročníku nastoupil do 33 střetnutí a dal jednu branku.

#### Sezona 2015/16
29. srpna 2015 vstřelil v zápase 7. kola proti Górniku Łęczna druhý gól svého týmu (zápas skončil výhrou Piastu 3:0). 15. října 2015 podepsal s mužstvem nový kontrakt na dva a půl roku. Svou druhou branku v sezoně vsítil v utkání proti týmu Jagiellonia Białystok (výhra Piastu 2:0), v 64. minutě uzavřel skóre zápasu. Dalšího střeleckého zásahu se dočkal v následujícím 16. kole, když v utkání proti mužstvu Termalica Bruk-Bet Nieciecza (výhra Piastu 3:5) v 6. minutě vsítil první branku utkání. Na jaře 2016 kvůli zranění prakticky nenastupoval. Celkem v ročníku odehrál 21 utkání, dal v nich 3 góly. V sezoně s týmem dosáhl historického umístění, když jeho klub skončil na druhé příčce a kvalifikoval se do druhého předkola Evropské ligy UEFA.

### Gryf Wejherowo (hostování)
V létě 2012 byl poslán na hostování do mužstva Gryf Wejherowo. V týmu působil půl roku. Během této doby nastoupil k 6 zápasům, v nichž se střelecky neprosadil.

### Termalica Bruk-Bet Nieciecza (hostování)
Před sezonou 2016/17 odešel kvůli "přetlaku" na postu stopera (středního obránce) na roční hostování do týmu Termalica Bruk-Bet Nieciecza.

## Klubové statistiky
Aktuální k 28. květnu 2016
| Sezona  | Klub                   | Soutěž      | Zápasy | Góly |
| ------- | ---------------------- | ----------- | ------ | ---- |
| 2010/11 | Zagłębie Lubin         | Ekstraklasa | 0      | 0    |
| 2011/12 | Zagłębie Lubin         | Ekstraklasa | 0      | 0    |
| 2012/13 | Gryf Wejherowo (host.) | II liga     | 6      | 0    |
| 2012/13 | Piast Gliwice          | Ekstraklasa | 1      | 0    |
| 2013/14 | Piast Gliwice          | Ekstraklasa | 6      | 0    |
| 2014/15 | Piast Gliwice          | Ekstraklasa | 33     | 1    |
| 2015/16 | Piast Gliwice          | Ekstraklasa | 21     | 3    |

## Reprezentační kariéra
Kornel je bývalým mládežnickým reprezentantem. Postupně nastupoval do polské výběry do 16, 17, 18 a 19 let.